# Flossenbürg
Flossenbürg var ett av Nazitysklands koncentrationsläger, beläget i Bayern. Mellan 1938 och 1945 miste här cirka 30 000 människor livet.
I Flossenbürg avrättades i andra världskrigets slutskede bland andra Dietrich Bonhoeffer och Wilhelm Canaris.
En minnesplats invigdes den 22 juli 2007.